# Journal of Hydrometeorology
Le Journal of Hydrometeorology est une revue scientifique publiée par l'American Meteorological Society. Il couvre la modélisation, l'observation et la prévision des processus liés au cycle de l'eau ainsi qu'aux conditions de son stockage. Ceci comprend les interactions avec la couche limite et la basse atmosphère, ainsi que les processus liés aux précipitations, au rayonnement et à d'autres apports météorologiques.